# Ольга Юрьевна
О́льга Ю́рьевна (Георгиевна), в постриге Евфросинья (ум. 4 июля 1182) — суздальская княжна, дочь Юрия Долгорукого, и галицкая княгиня, жена (с 1150 года) князя Ярослава Осмомысла, мать Владимира Ярославича.
Во время внутриполитического конфликта 1173 года (осложнённого привязанностью мужа к наложнице Настасье и предпочтению его бастарда Олега), бежала в Польшу с сыном Владимиром, затем в Луцк, в Торческ, и, наконец, к брату во Владимир-на-Клязьме.
Была крестной матерью своей племянницы Сбыславы-Пелагеи, дочери Всеволода Большое Гнездо.
Перед смертью приняла схиму под именем Евфросиния. Погребена в Богородичной церкви города Владимира, по другим указаниям — в Успенском соборе Владимира.

## Дети
- Ефросинья — замужем за Игорем Святославичем северским, Ярославна «Слова о полку Игореве»;
- неизвестная по имени дочь — замужем за венгерским королём Иштваном III с 1167 по 1168 годы;
- Владимир;
- Вышеслава— замужем за Одоном, старшим сыном польского князя Мешко Старого.